# These Boots Are Made for Walkin'
These Boots Are Made for Walkin' is een lied geschreven door Lee Hazlewood en gezongen door Nancy Sinatra. De single wordt uitgebracht in februari 1966 en bereikte de eerste plaats van vele hitparades in de hele wereld. Het stond op nr.1 in de jaarlijst van de Parool Top 20.
Van het nummer bestaan vele coverversies, onder meer van The Supremes. In 1996 werd het gesampled door de Britse danceact Lionrock voor hun hit Fire Up The Shoeshaw.

## Hitnoteringen

### Nederlandse Top 40
| Hitnotering: 19-02-1966 t/m 04-06-1966 | Hitnotering: 19-02-1966 t/m 04-06-1966 | Hitnotering: 19-02-1966 t/m 04-06-1966 | Hitnotering: 19-02-1966 t/m 04-06-1966 | Hitnotering: 19-02-1966 t/m 04-06-1966 | Hitnotering: 19-02-1966 t/m 04-06-1966 | Hitnotering: 19-02-1966 t/m 04-06-1966 | Hitnotering: 19-02-1966 t/m 04-06-1966 | Hitnotering: 19-02-1966 t/m 04-06-1966 | Hitnotering: 19-02-1966 t/m 04-06-1966 | Hitnotering: 19-02-1966 t/m 04-06-1966 | Hitnotering: 19-02-1966 t/m 04-06-1966 | Hitnotering: 19-02-1966 t/m 04-06-1966 | Hitnotering: 19-02-1966 t/m 04-06-1966 | Hitnotering: 19-02-1966 t/m 04-06-1966 | Hitnotering: 19-02-1966 t/m 04-06-1966 | Hitnotering: 19-02-1966 t/m 04-06-1966 | Hitnotering: 19-02-1966 t/m 04-06-1966 |
| Week:                                  | 1                                      | 2                                      | 3                                      | 4                                      | 5                                      | 6                                      | 7                                      | 8                                      | 9                                      | 10                                     | 11                                     | 12                                     | 13                                     | 14                                     | 15                                     | 16                                     |                                        |
| -------------------------------------- | -------------------------------------- | -------------------------------------- | -------------------------------------- | -------------------------------------- | -------------------------------------- | -------------------------------------- | -------------------------------------- | -------------------------------------- | -------------------------------------- | -------------------------------------- | -------------------------------------- | -------------------------------------- | -------------------------------------- | -------------------------------------- | -------------------------------------- | -------------------------------------- | -------------------------------------- |
| Positie:                               | 34                                     | 11                                     | 5                                      | 2                                      | 1                                      | 1                                      | 1                                      | 1                                      | 1                                      | 2                                      | 2                                      | 3                                      | 5                                      | 8                                      | 17                                     | 31                                     | uit                                    |

### Parool Top 20
| Hitnotering: 19-02-1966 t/m 28-05-1966 | Hitnotering: 19-02-1966 t/m 28-05-1966 | Hitnotering: 19-02-1966 t/m 28-05-1966 | Hitnotering: 19-02-1966 t/m 28-05-1966 | Hitnotering: 19-02-1966 t/m 28-05-1966 | Hitnotering: 19-02-1966 t/m 28-05-1966 | Hitnotering: 19-02-1966 t/m 28-05-1966 | Hitnotering: 19-02-1966 t/m 28-05-1966 | Hitnotering: 19-02-1966 t/m 28-05-1966 | Hitnotering: 19-02-1966 t/m 28-05-1966 | Hitnotering: 19-02-1966 t/m 28-05-1966 | Hitnotering: 19-02-1966 t/m 28-05-1966 | Hitnotering: 19-02-1966 t/m 28-05-1966 | Hitnotering: 19-02-1966 t/m 28-05-1966 | Hitnotering: 19-02-1966 t/m 28-05-1966 | Hitnotering: 19-02-1966 t/m 28-05-1966 | Hitnotering: 19-02-1966 t/m 28-05-1966 |
| Week:                                  | 1                                      | 2                                      | 3                                      | 4                                      | 5                                      | 6                                      | 7                                      | 8                                      | 9                                      | 10                                     | 11                                     | 12                                     | 13                                     | 14                                     | 15                                     |                                        |
| -------------------------------------- | -------------------------------------- | -------------------------------------- | -------------------------------------- | -------------------------------------- | -------------------------------------- | -------------------------------------- | -------------------------------------- | -------------------------------------- | -------------------------------------- | -------------------------------------- | -------------------------------------- | -------------------------------------- | -------------------------------------- | -------------------------------------- | -------------------------------------- | -------------------------------------- |
| Positie:                               | 20                                     | 6                                      | 5                                      | 2                                      | 1                                      | 1                                      | 1                                      | 1                                      | 1                                      | 2                                      | 2                                      | 3                                      | 6                                      | 10                                     | 18                                     | uit                                    |

### NPO Radio 2 Top 2000
| Nummer met noteringen in de NPO Radio 2 Top 2000 | '99  | '00  | '01  | '02 | '03  | '04  | '05  | '06  | '07  | '08  | '09  | '10  | '11  | '12  | '13  | '14  | '15 | '16  | '17 | '18  |
| ------------------------------------------------ | ---- | ---- | ---- | --- | ---- | ---- | ---- | ---- | ---- | ---- | ---- | ---- | ---- | ---- | ---- | ---- | --- | ---- | --- | ---- |
| These Boots Are Made for Walkin'                 | 1624 | 1639 | 1903 | -   | 1870 | 1380 | 1366 | 1713 | 1530 | 1615 | 1996 | 1667 | 1646 | 1529 | 1823 | 1801 | -   | 1966 | -   | 1912 |

1. ↑  Een '-' betekent dat het nummer niet was genoteerd en een vetgedrukt getal geeft de hoogste notering aan.
2. ↑  Deze tabel is bijgewerkt tot en met de laatste editie (2024).